# 白尾蓝地鸲
白尾蓝地鸲（学名：Myiomela leucura）又名白尾鸲，为鶲科地鸲属的鸟类，俗名白尾蓝欧鸲、白尾斑地鸲。分布于巴基斯坦、印度、孟加拉、缅甸、泰国、柬埔寨、老挝、越南、马来西亚、台灣以及中国大陆的甘肃、陕西、湖北、四川、贵州、云南、广西、海南等地，多见于灌丛及林中、或在林下的阴暗处及较潮湿的地方、或栖于沟谷林中、或沟谷近旁、多在地上活动以及有时也在矮枝上。该物种的模式产地在尼泊尔。

## 亚种
- 白尾蓝地鸲指名亚种（学名：Myiomela leucura leucurum）。分布于巴基斯坦、印度、缅甸、孟加拉、泰国柬埔寨、老挝、越南、马来西亚、台灣以及中国大陆的甘肃、陕西、湖北、四川、贵州、云南、广西、海南等地。该物种的模式产地在尼泊尔。[2]
- 白尾蓝地鸲台湾亚种（学名：Myiomela leucura montium），是台灣的特有亞種。分布于台灣本島。该物种的模式产地在台湾。[3]

## 圖庫

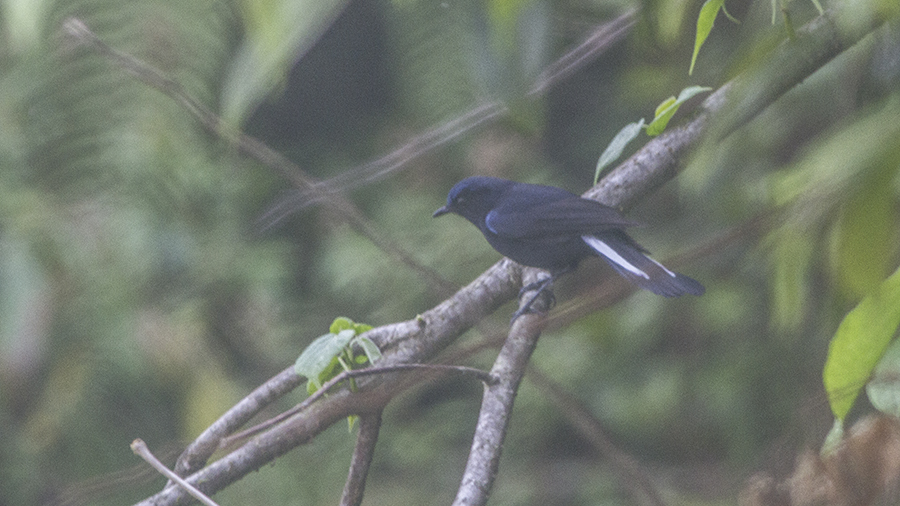
白尾鴝  尼奧拉谷國家公園, 大吉嶺，西孟加拉邦
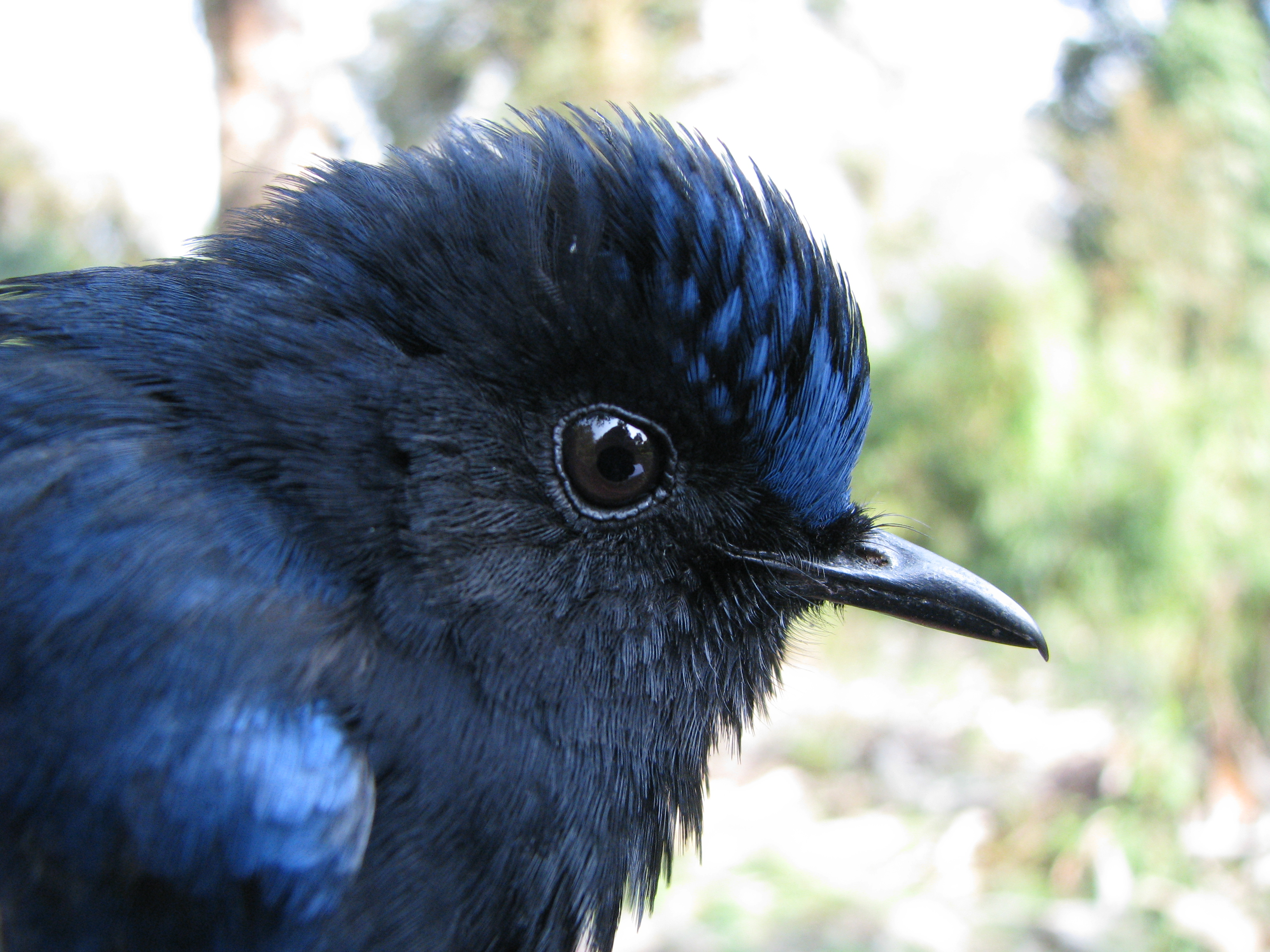
雄鳥頭部特寫
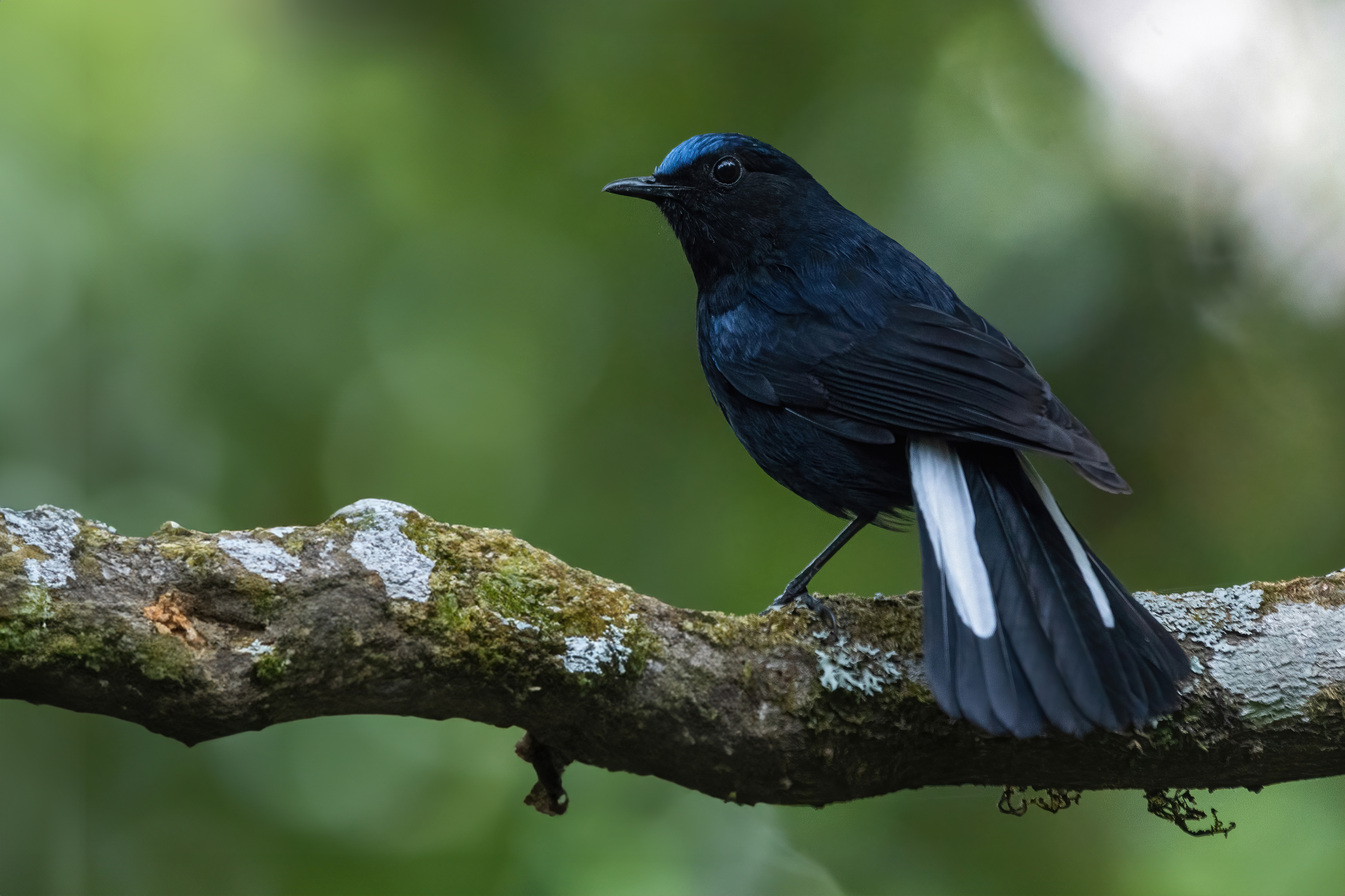
在普爾喬基森林，戈達瓦里，勒利特布爾, 尼泊爾。